# UTC+8:45
UTC+8:45とは、協定世界時を8時間45分進ませた標準時である。
オーストラリアではオーストラリア中西部標準時 (Australian Western Central Standard Time - AWCST) として用いられている。西部標準時（UTC+8）と中部標準時（UTC+9:30）の間を取って西オーストラリア州・南オーストラリア州のエアーハイウェイ沿いのロードハウスにおいて用いられている。この UTC+8:45 が用いられているのはボーダービレッジ、カイグナ、ユークラ、マドゥラ、マンドラビラの5か所である。この時間帯はもはや政府が公式に義務づけているタイムゾーンではないが、開始・終了の境界が明確に定められており、地域の道路地図にも普通掲載されている。

## 該当地域
- オーストラリア
  - 中西部標準時 - AWCST

## 歴史
2006年から2009年までの3回の夏（南半球の）において、西オーストラリア州で夏時間の試行が行われたのに合わせ、この地域でも+1時間の夏時間 UTC+9:45 が行われた。そのためこの期間の UTC8:45 は冬期（南半球の）のみである。